# Ryūji Aoki
Ryūji Aoki (青木隆治, Aoki Ryūji, né le 29 janvier 1981 à Yokohama dans la préfecture de Kanagawa) est un chanteur et imitateur japonais. Fils de l'imitateur Twotone Aoki, il débute dans la même activité en 1997 à la télévision, se spécialisant dans les imitations de chanteurs connus. Il débute avec succès une carrière parallèle d'auteur-interprète au début des années 2010. En 2012, il participe au groupe temporaire Halloween Junky Orchestra de Hyde.

## Répertoire d'imitation
- Akihito Okano (Porno Graffitti)
- Akiko Wada
- Akira Fuse
- Atsushi Satō (EXILE)
- Chiharu Matsuyama
- Eiko Segawa
- Greeeen
- Hibari Misora
- Hideaki Tokunaga
- Hyde (L'Arc-en-Ciel)
- Kaoru Kurosawa (Gospellers)
- Karyūdo
- Eun Sook Kye
- Kazutoshi Sakurai
- Keisuke Kuwata
- Ken Hirai
- Kiyoshirō Imawano
- Machiko Watanabe
- Masafumi Akikawa
- Masaharu Fukuyama
- Masakazu Tamura
- Masaki Aiba (Arashi)
- Masatoshi Mashima (The Blue Hearts)
- Masatoshi Ono
- Masayoshi Yamazaki
- Michael Jackson
- Mika Nakashima
- Mr. Children
- Naotarō Moriyama
- Nobuteru Maeda (Tube)
- Ryūichi Kawamura
- T-Bolan
- Shonan Wind
- Takanori Hiura (class)
- Takashi Hosokawa
- Tsuyoshi Dōmoto (KinKi Kids)
- Tsuyoshi Nagabuchi
- Wham!
- Yasuhiro Yamane
- Yoshikazu Mela
- Yutaka Ozaki

## Discographie
Singles
- 2007.1.28 : Love Road
- 2010.3.3 : ? (言葉/二つの糸?)

Albums
- 2011.7.20 : Lien (Lien-リアン-?) (classé 8e à l'oricon)
- 2012.7.18 : VOICE 199X (classé 11e à l'oricon)

Vidéo
- 2011 : Lien

## Source
- (en) Cet article est partiellement ou en totalité issu de l’article de Wikipédia en anglais intitulé « Ryūji Aoki » (voir la liste des auteurs).